# Comtat de Palamós
El Comte de Palamós va ser un títol concedit per Ferran el Catòlic en 1484 al noble català Galcerán de Requesens i Joan de Soler, Baró de Calonge, qui també va rebre els títols de Comte de Trivento i Avellino, pels seus lleials serveis al Regne de Nàpols, a la Corona d'Aragó i a la Corona de Castella, tant polítics com militars.

## Comtes i Comtesses de Palamós
Fins avui hi ha hagut els següents comtes i comtesses:
- Primer comte: Galceran de Requesens i Joan de Soler (c. 1439 – Barcelona 08/09/1505). Va casar dues vegades: primer amb Donya Elena Baucio i Ursino (sense descendència); després amb Donya Beatriz Enríquez de Velasco. Van tenir dues filles: María i Isabel de Requesens i Enríquez de Velasco.

- Segon comte: Luis de Requesens i Joan de Soler, que va heretar el títol a la mort del seu germà Galcerán en 1505. Va casar dues vegades, la primera en 1456 amb Donya Elfa de Cardona Anglesola i Centelles; i en 1501 amb Donya Hipólita Roís de Liori i de Montcada, amb qui va tenir una filla, Estefanía, que heretarà el títol com a següent comtessa.

- Tercera comtessa: Estefania de Requesens i Roís de Liori (- Barcelona, 1549), era filla de Luis. Va casar amb Juan Zúñiga i Avellaneda, fill del Comte de Miranda i camarlenc del rei Carlos I d'Espanya i V d'Alemanya, tenint diversos fills, uns d'ells Luis de Requesens i Zúñiga, il·lustre figura de la història d'Espanya. Estefanía va formar part del cercle de seguidors de Sant Ignacio de Loyola durant l'estada d'aquest a Barcelona (1524-1526), sent el seu fill Luis un dels primers seguidors del Sant. Al costat de la seva mare s'enfronta a la seva cosina germana Isabel de Requesens i Enríquez de Velasco pel títol de Comtessa de Palamós, filla del primer Comte. Encara que al principi ho guanya, posteriorment passarà a la seva cosina, perdent-ho el seu fill Luis, en algunes fonts considerat quart Comte de Palamós. Per tant:

- Cinquena comtessa: Isabel de Requesens i Enríquez (c. 1460 – 1534/39). Va casar amb el seu cosí Ramon Folch de Cardona, Baró de Bellpuig i primer Duc de Somma. Van tenir tres fills: Ferran, Catalina i Antoni.

A partir d'aquest moment, el títol de Comte de Palamós s'incorpora a la Casa de Somma des del següent comte i fill dels anteriors (Ferran de Cardona-Anglesola i de Requesens, Comte de Palamós i segon Duc de Soma). Fins als nostres dies, tots dos títols van conjuntament (veure Ducat de Somma).

Els següents Comtes i Comtesses de Palamós (i Ducs o Duquesses de Soma) seran:
- Ferran de Cardona-Anglesola i de Requesens
- Lluis Folc de Cardona i Fernández de Còrdova
- Antonio Fernández de Còrdova i Cardona
- Luis Fernández de Còrdova i Aragó
- Antonio Fernández de Còrdova Folch de Cardona Anglesola Aragó i Requesens
- Francisco María Fernández de Còrdova Folch de Cardona Aragó i Requesens
- Félix María Fernández de Còrdova Cardona i Requesens
- Francisco Javier Fernández de Còrdova Cardona i Requesens
- Buenaventura Francisca Fernández de Còrdova Folch de Cardona Requesens i Aragó
- Ventura Osorio de Moscoso i Fernández de Còrdova
- Vicente Joaquín Osorio de Moscoso i Guzmán
- Vicente Isabel Osorio de Moscoso i Álvarez de Toledo
- Vicente Pío Osorio de Moscoso i Ponce de León
- Alfonso Osorio de Moscoso i Osorio de Moscoso
- María Eulalia Osorio de Moscoso i López de Ansó
- José María Ruiz de Bucesta i Osorio de Moscoso

Actualment, el vint-i-quatrè comte és Jaime Ruiz de Bucesta Mora (Sant Sebastià 04/08/1960) per cessió del seu pare (José María Ruiz de Bucesta i Osorio de Moscoso, actual Duc de Soma, entre molts altres títols).
Casat el 1987 amb Donya Begoña d'Heredia i Díaz de Riguero. Van tenir tres filles: Rocío (1990), Begoña (1994) i Mónica (1997).